# 芝浦パーキングエリア

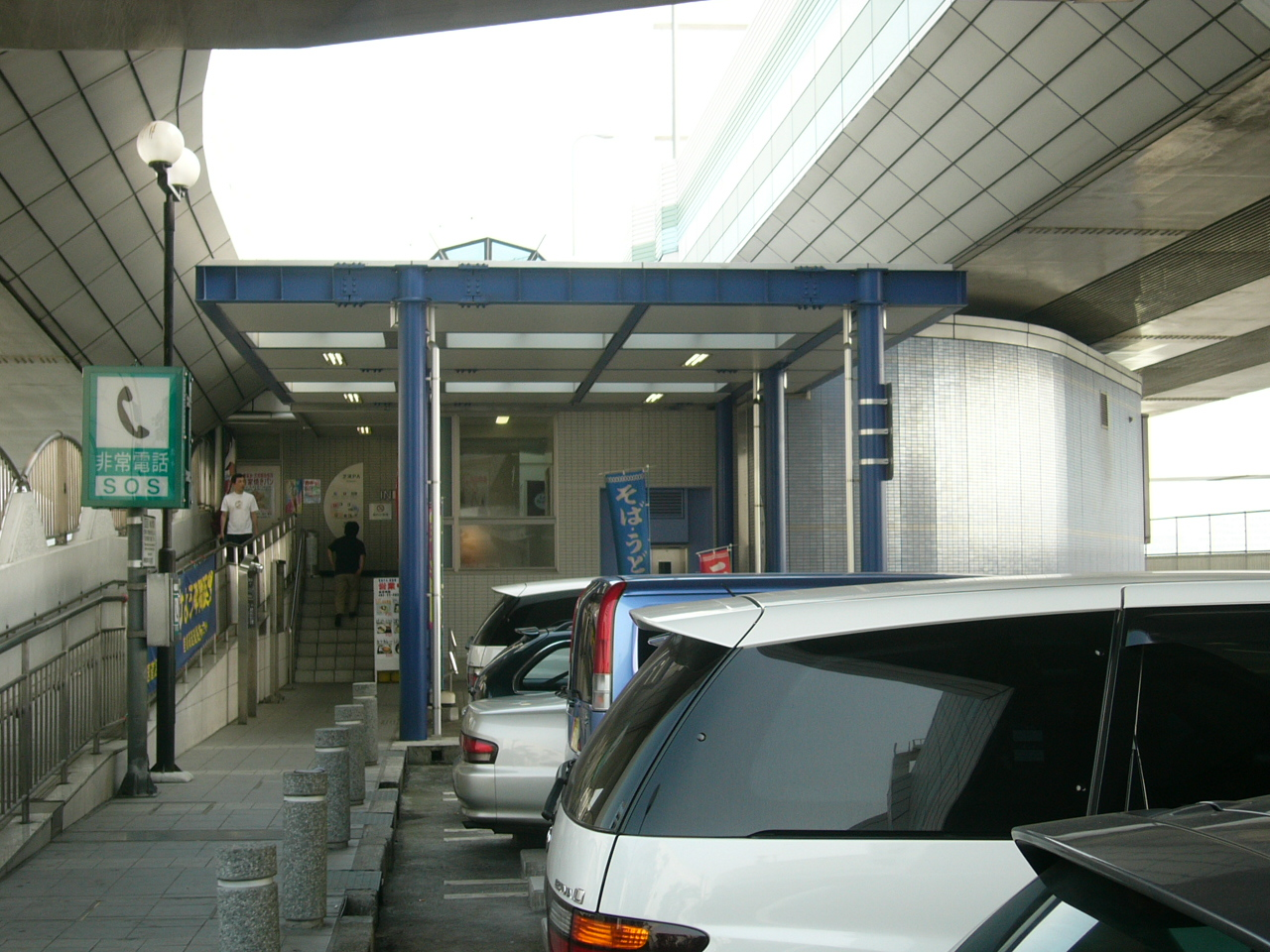
芝浦PA（2006年8月撮影）

芝浦パーキングエリア（しばうらパーキングエリア）は、東京都港区の首都高速道路11号台場線上にあるパーキングエリアである。
上り線（東京都心方面）にのみ設置されており、レインボーブリッジを渡った先の本線下のスペースに設置されている。
最近では違法競走型暴走族（ルーレット族）の溜まり場となっていることから、週末の深夜は閉鎖されることもある。

## 道路
- 首都高速11号台場線

## 施設

### 上り線（芝浦方面）
所在地：東京都港区海岸三丁目1-131
- 駐車場
  - 小型47台
  - 大型 5台
  - 身障者用 1台
- トイレ
  - 男 大3(洋式3)、小7
  - 女 5 (洋式5)
  - 身障者用 1
- 自動販売機

かつてはコンビニエンスストアのファミリーマート芝浦PA店が入居していたが、既に閉店され、自動販売機のスペースとなっている。

## 隣
首都高速11号台場線
芝浦JCT - 芝浦PA - (1101)台場出入口